# Cappella dell'Asilo della Marina
La cappella dell'Asilo della Marina, ex oratorio della Vergine d'Itria, è una chiesa di Cagliari situata in via Baylle, nel quartiere Marina, adiacente alla chiesa di Sant'Agostino.

## Storia e descrizione
La cappella venne edificata agli inizi del XVII secolo e fu l'oratorio dell'Arciconfraternita della Santissima Vergine d'Itria sino al 1881.
Secondo un'ipotesi, le origini di questa confraternita cagliaritana sono da ricercare in un gruppo di schiavi cristiani che, dopo essere stati liberati, si imbatterono in una tempesta, mentre viaggiavano via mare per tornare nel loro paese. Trovato riparo nel porto di Cagliari, si stabilirono vicino al convento degli Agostiniani, dove costruirono la chiesetta in onore della Madonna Odigitria (=guida dei viandanti). La confraternita venne di fatto fondata da papa Paolo V nel 1607. Nel 1881 la confraternita cedette l'oratorio all'asilo della Marina e in cambio ottenne la nuova e attuale sede, ovvero la chiesa di Sant'Antonio Abate.
L'asilo della Marina è una delle tante istituzioni fondate nella seconda metà dell'Ottocento e gestite dalle figlie della carità, giunte in Sardegna nel 1856. L'asilo, ancora oggi funzionante, venne aperto nel 1864 sfruttando i locali dell'antico convento degli agostiniani. Qui operò anche la beata suor Giuseppina Nicoli, dal 1914 sino alla morte, nel 1924. La cappella, semplice e di modeste dimensioni, si presenta con la facciata, conclusa a timpano, nella quale si aprono il portale, sormontato da uno stemma col monogramma di Maria, e un finestrone a lunetta. L'interno è costituito da un unico ambiente, voltato a botte, con le pareti scandite da lesene. Nel 1932 nella cappella vennero portate le spoglie di suor Giuseppina Nicoli, qui traslate dal cimitero monumentale di Bonaria. Sulla lapide della sua tomba si trova la seguente iscrizione: